# João Botelho
João Manuel Raposo Botelho (Ponta Delgada, 22 september 1985) is een Portugese voetballer die uitkomt voor Operário in de Campeonato Nacional 2013/14.

## Voetbalcarrière
Botelho is een product uit de jeugdopleiding van Santa Clara. Hij maakte zijn debuut in het seizoen 2003-04. De twee seizoenen daarop was hij reservedoelman. In het seizoen 2006-07 werd Botelho de eerste doelman van Santa Clara.
In het seizoen 2008-09 werd Botelho wederom reservedoelman evenals het seizoen daarop. Ten gevolg daarvan maakte Botelho een transfer naar Camacha en daarna naar Operário. In de zomer van 2013 keerde Botelho terug naar Santa Clara. Nadat Botelho bij Santa Clara wederom reservedoelman bleek te zijn, keerde hij na 6 maanden terug naar Operário.

## Interlandcarrière
Botelho was geselecteerd voor het Portugees voetbalelftal onder 21 voor het Europees kampioenschap voetbal onder 21 - 2007. Hij kwam tijdens dit toernooi niet in actie op het veld.